# SMS Leopard (1885)
SMS Leopard – austro-węgierski krążownik torpedowy z końca XIX wieku, zbudowany w Wielkiej Brytanii, służący podczas I wojny światowej. Od 1903 roku przeklasyfikowany na krążownik III klasy, a od 1909 na krążownik lekki. Złomowany po wojnie.

## Budowa i opis
Razem z bliźniaczym „Panther”, zamówiony został w brytyjskiej stoczni W.G. Armstrong w Elswick (część Newcastle); projektantem był William Henry White. Oryginalnie był klasyfikowany w marynarce Austro-Węgier jako Torpedoschiff (okręt torpedowy, odpowiednik krążownika torpedowego). Z konstrukcyjnego punktu widzenia, były to małe krążowniki pancernopokładowe.
Główne uzbrojenie stanowiły cztery stałe nadwodne wyrzutnie torped kalibru 35 cm, umieszczone tuż nad linią wodną: jedna w dziobnicy, jedna na rufie i po jednej na każdej z burt. Uzbrojenie artyleryjskie początkowo stanowiły dwa działa kalibru 120 mm Krupp L/35 umieszczone po jednym na każdej z burt, na sponsonach wystających poza obrys burt, na śródokręciu. W 1909 zamieniono je na 4 nowocześniejsze działa kalibru 7 cm (rzeczywisty kaliber 66 mm; prawdopodobnie po jednym na burtach, dziobie i rufie). Uzbrojenie uzupełniało 10 dział kalibru 47 mm: początkowo 4 zwykłe armaty o długości lufy L/33 (33 kalibry) i 6 wielolufowych armat Hotchkiss M1879, a od 1891 – 10 nowszych dział L/44.

## Służba
Po podniesieniu austro-węgierskiej bandery, pełnił rolę lidera flotylli torpedowców. Brał udział w tym charakterze w corocznych manewrach floty. W dniach 25 kwietnia - 27 maja 1888 razem z eskadrą okrętów uczestniczył w Wystawie Światowej w Barcelonie. 25 czerwca 1888 odniósł uszkodzenia, wchodząc na mieliznę, po czym był remontowany w Poli. W latach 1889–1896 głównie pozostawał w rezerwie, z przerwami na udział w letniej eskadrze szkolnej w 1891 i 1893 roku. Od 12 kwietnia 1897 uczestniczył w zespole okrętów blokującym turecką Kretę. Od 20 września 1907 do 13 kwietnia 1909 "Leopard" stacjonował we wschodniej Azji, głównie Chinach, reprezentując tam interesy Austro-Węgier, po czym powrócił do kraju. W latach 1910–1913 pozostawał w rezerwie. 
W czasie I wojny światowej okręt był już przestarzały. Został wycofany ze służby czynnej 15 maja 1914, po czym pełnił rolę pływającej baterii obrony wybrzeża w Poli lub w pobliskiej Cieśninie Fažana. Nie brał udziału w działaniach bojowych. Po wojnie w ramach reparacji wojennych przekazany Wielkiej Brytanii. Sprzedany włoskiej stoczni złomowej, złomowany w 1920 roku.

## Dane techniczne
Uzbrojenie
- początkowo:[3]
  - 2 działa 120 mm L/35 Krupp C/80 w stanowiskach na burtach (2xI)
  - 4 działa 47 mm L/33
  - 6 armat wielolufowych Hotchkiss M1879 47 mm
  - 4 stałe wyrzutnie torped 350 mm[a] (1 dziobowa, 1 rufowa, 2 burtowe)
- od 1891:[3]
  - 2 działa 120 mm L/35 Krupp C/80 w stanowiskach na burtach (2xI)
  - 10 dział 47 mm L/44
  - 4 stałe wyrzutnie torped 350 mm
- od 1910:[2]
  - 4 działa 66 mm (nominalnie 7 cm) L/45 (4xI)[3]
  - 10 dział 47 mm L/44
  - 3 stałe wyrzutnie torped 350 mm (1 dziobowa, 2 burtowe)[3]